# Tirailleure

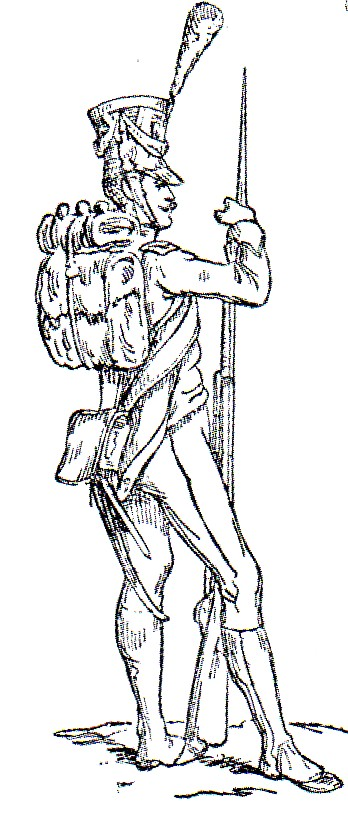
Tirailleur der französischen Garde impériale

Tirailleure (frz. Schützen) sind in aufgelöster Ordnung kämpfende Mannschaften der Infanterie, auch Plänkler genannt. Sie gehören zur leichten Infanterie. Als erstes Land stellte Frankreich während der Französischen Revolution Tirailleur-Einheiten auf, später auch in seinen Kolonien (Tirailleurs algériens, Tirailleurs sénégalais). Im französischen Mutterland versahen zwischen 1804 und 1868/70 die Voltigeure die gleiche Aufgabe.
Vor der Herausbildung der modernen Tirailleurtaktik kämpften seit dem 15. Jahrhundert die mit Arkebusen bewaffneten Soldaten allgemein außerhalb der streng geordneten Gefechtsformation Gewalthaufen, um mehr Platz zum Zielen zu haben. Gleichzeitig war ihre Bewegungsfähigkeit im Gelände nicht so stark eingeschränkt wie die des Gewalthaufens. Mit dem Fortschreiten der Waffentechnik und der Erfindung des Bajonetts, das die Pike der Pikeniere ablöste, wurde schon zu Beginn des 17. Jahrhunderts diese Taktik in Europa durch die geschlossene Formation weitgehend abgelöst. Nur die wenigen mit gezogenen Büchsen bewaffneten Truppen wie die Jäger, die Freibataillone und schlechter ausgebildete Milizen und Freischärler behielten das zerstreute Gefecht bei.
Gegen Ende des 18. Jahrhunderts wurden wieder Schützeneinheiten zusätzlich zur Linientaktik eingeführt. Große Bedeutung erlangten die Tirailleure erstmals während der Französischen Revolution im Rahmen der neuen französischen Kolonnentaktik. Waren sie zunächst nur in eigenen Regimentern oder Bataillonen (der leichten Infanterie) organisiert, wurden bald allen Bataillonen solche Schützen zugewiesen. Dies geschah entweder durch eigene Kompanien (z. B. Voltigeure) oder – vor allem im deutschsprachigen Raum – in Form der dritten (hintersten) Glieder jeder Abteilung. Die Tirailleure wurden so zum festen Bestandteil der Taktik des 19. Jahrhunderts. Mit der steigenden Wirkung der Feuerwaffen im Lauf jenes Jahrhunderts stieg auch die Bedeutung der Tirailleure.
Zur Zeit Napoleon I. übernahmen in den französischen Linienregimentern die Voltigeure die Aufgabe der Tirailleure. Letztere blieben allein in der Kaisergarde erhalten, wo seit 1809 eigenständige Tirailleur-Regimenter einen Teil der Jungen Garde bildeten. Die sogenannten Tirailleur-Jäger wurden 1811 umbenannt in Voltigeure, die Tirailleur-Grenadiere hießen seitdem schlicht Tirailleure.
Die Tirailleure schwärmten vor dem Kampf vor ihren Bataillonen (teilweise auch dazwischen) aus. Dabei wurde üblicherweise ein Teil von ihnen etwa auf halbem Weg in geschlossener Formation zurückgelassen, um als Reserve und Rückhalt („Soutien“) zu dienen. Die Schützen selbst sollten in Zweiergruppen (Rotten), aber auch als Zug, zusammenarbeiten. Als vorteilhaft erwies sich diese Taktik gegen Artillerie, da Tirailleure auf große Distanz durch diese nur schwer getroffen werden konnten. Allerdings waren sie verwundbar gegen Attacken der Kavallerie. In einem solchen Fall sollten sie sich auf die eigenen Linien zurückziehen oder, wenn dies nicht mehr möglich war, möglichst große Gruppen bilden, um effektiver Widerstand leisten zu können.
Hauptaufgabe der Tirailleure war es, mit gezielten Schüssen Offiziere der gegnerischen Truppen zu bekämpfen. Aus diesem Grund waren die Tirailleure auch die einzige Truppe, die mit Gewehren mit gezogenem Lauf ausgestattet war, da diese im Gegensatz zu den Standardwaffen der Linientruppen eine höhere Treffgenauigkeit gewährleisteten. Diese Aufgabe markiert auch einen Wandel in der Moral: Noch im 18. Jahrhundert bestanden die Offizierkorps bis auf wenige Ausnahmen nur aus Adeligen. Daher gab es zwischen den Offizierkorps der gegnerischen Armeen durchaus einen großen Zusammenhalt. Die Einführung der Tirailleurtaktik bedeutete eine spürbare Bedrohung dieses Adelsprivilegs.